# Giuseppe Calò
Giuseppe 'Pippo' Calò (nacido el 30 de septiembre de 1931 en Palermo) es un miembro de la mafia siciliana. Era conocido como el "cajero de la mafia" porque estaba muy involucrado en el aspecto financiero de la delincuencia organizada, principalmente el lavado de dinero.

## Jefe de la familia mafiosa de Porta Nuova
Nacido y criado en Palermo, fue incluido en la familia de Porta Nuova a la edad de 23 años después de llevar a cabo un asesinato para vengar a su padre.  En 1969 era el jefe de la familia de Porta Nuova, y entre sus hombres se encontraba el futuro pentito Tommaso Buscetta. Calò formaba parte de la Comisión, grupo de los jefes mafiosos más poderosos de Sicilia, que habitualmente se reunían, supuestamente, para limar diferencias y resolver las controversias.
A principios de la década de 1970 Calò se trasladó a Roma. Bajo la apariencia de un comerciante de antigüedades y bajo la falsa identidad de Mario Agliarolo invirtió en propiedades inmobiliarias y lavaba las ingentes sumas de dinero de la delincuencia de muchas familias mafiosas. Fue capaz de establecer vínculos estrechos con delincuentes de la Banda della Magliana, con grupos neofascistas y con miembros de los servicios de inteligencia italianos.
Durante la década de 1980 apoyó a Salvatore Riina y a los corleonesi en la Segunda guerra de la mafia.
Calò organizó el atentado contra el tren express 904 entre Florencia y Bolonia el 23 de diciembre de 1984 que mató a 16 personas e hirió a alrededor de 200 personas más. Este atentado se suponía que debía desviar la atención de las revelaciones dadas por varios informantes mafiosos, entre ellos Buscetta. Calò y sus hombres se habían unido con terroristas neofascistas y con la Camorra para llevar a cabo la atrocidad.

## Bajo arresto
Después de varios años como fugitivo, Calò fue detenido el 30 de marzo de 1985, en una villa de Poggio San Lorenzo, en la provincia de Rieti, junto con Antonio Rotolo, uno de los encargados de gestionar el tráfico de heroína. Fue uno de los cientos de acusados en el Maxi Proceso que se inició el año siguiente, donde fue acusado de asociación mafiosa, blanqueo de capitales y de organizar el atentado del tren. Replicó a Tommaso Buscetta, del que había sido amigo toda la vida, con desprestigios mutuos e insultos en sus intentos de desacreditarse entre sí. 
Al final del Maxi Proceso en 1987 Calò fue declarado culpable y condenado a cadena perpetua. Los fiscales antimafia y los investigadores se mostraron indignados cuando se descubrió en 1989 que Calò y una serie de otros jefes mafiosos condenados estaban viviendo una vida de relativo lujo en su propia sección del hospital de la prisión, siendo atendido por delincuentes comunes y consiguiendo los alimentos desde el exterior. Supuestamente Calò estaba sufriendo de asma, pero nunca mostró dichos síntomas. Los jueces antimafia obligaron a Calò y a sus compañeros mafiosos a retornar a sus celdas. 
Fue sustituido por Salvatore Cancemi como capo mandamento de la familia de Puorta Nova.

## Asesinato de Roberto Calvi
En julio de 1991 el pentito Francesco Marino Mannoia afirmó que Roberto Calvi - apodado el "banquero de Dios" porque estaba a cargo del Banco Ambrosiano, en el que el Banco del Vaticano era el principal accionista - había sido asesinado en 1982 por haber perdido los fondos de la mafia cuando el Banco Ambrosiano quebró. Según Mannoia el asesino fue Francesco Di Carlo, un mafioso residente en Londres. La orden de matar a Calvi había salido de Calò y Licio Gelli, jefe de la logia masónica secreta italiana Propaganda Due (P2). Cuando Di Carlo se convirtió en informante en junio de 1996, negó que él hubiera sido el asesino, pero admitió que había sido contactado por Calò para hacer el trabajo. Di Carlo no pudo ser localizado a tiempo, y cuando más tarde contactó con Calò, este le reveló que el trabajo ya estaba hecho.
En 1997 los fiscales italianos implicaron a Calò en el asesinato de Calvi, junto con Flavio Carboni, un empresario de Cerdeña con amplios intereses, así como Ernesto Diotallevi (uno de los líderes de la Banda della Magliana, una organización criminal de Roma) y Di Carlo. 
En julio de 2003, la fiscalía concluyó que la mafia actuó no solo por sus propios intereses, sino también para asegurarse de que Calvi no podía chantajear a figuras «político-institucionales y a representantes de la masonería, de la logia P2, y de la IOR con quienes había invertido importantes sumas de dinero, algunas de ellas de la Cosa Nostra italiana y de empresas públicas italianas». El juicio finalmente comenzó en octubre de 2005.
En marzo de 2007, el fiscal Luca Tescaroli solicitó cadena perpetua para el ya condenado Pippo Calò, Flavio Carboni, Vittor y Ernesto Diotallevi y el guardasoaldas de Calvi Silvano Vittor.  Todos ellos niegan la participación. Tescaroli comenzó sus conclusiones diciendo que Calvi fue asesinado "para castigarle por apropiarse de grandes cantidades de dinero de organizaciones criminales y, especialmente, de la Cosa Nostra."
El 6 de junio de 2007, Caló y sus coacusados fueron absueltos del asesinato de Calvi. El presidente del tribunal en el juicio retiró los cargos a causa de "pruebas suficientes" en un sorprendente veredicto después de 20 meses de pruebas. Calò, desde la prisión de alta seguridad, negó los cargos. «Yo no tenía ningún interés en el asesinato de Calvi», dijo. «No tenía ni tiempo. Además, si yo hubiera querido verlo muerto. ¿No cree que habría elegido mi propia gente para hacer el trabajo?». La defensa de Calò sostuvo que había otros que querían silenciar a Calvi.

## Disociación
En septiembre de 2001, en el transcurso del juicio sobre el atentado de Via D'Amelio que causó la muerte al juez Paolo Borsellino, Pippo Calò declaró que se disociaba de la Cosa Nostra. En una declaración extraordinaria, admitió la existencia de la Cosa Nostra y que había sido parte de la Comisión, rompiendo la ley del silencio u omertà.
Sin embargo, no se convirtió en un pentito y se negó a testificar contra sus compañeros mafiosos. Dijo que estaba preparado para enfrentarse a su propia responsabilidad, pero no estaba dispuesto a revelar nombres. «Yo soy un mafioso, pero no quiero ser acusado de provocar derramamientos de sangre», dijo.